# Johannes Zeilinger

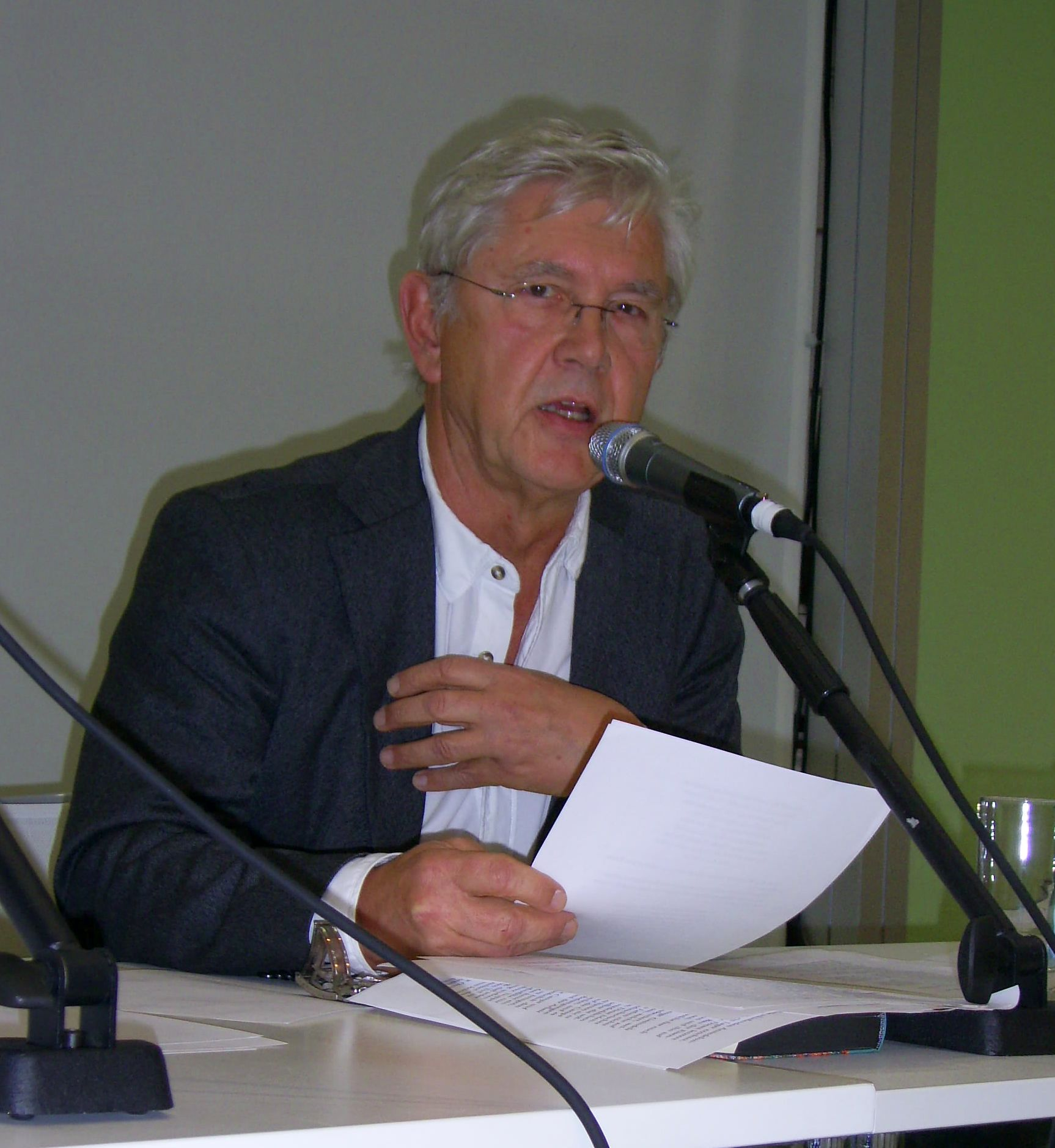
Johannes Zeilinger bei einer Lesung im März 2014

Johannes Zeilinger (* 1948 in Wolfratshausen) ist ein deutscher Chirurg (praktizierte bis 2025) und Autor. Von 2007 bis 2019 war er Vorsitzender der Karl-May-Gesellschaft, einer der mitgliederstärksten deutschen literarischen Gesellschaften.
Zeilinger studierte bis 1975 Medizin an den Universitäten Würzburg und Berlin. Seit 1983 praktiziert er in einer sportmedizinischen Gemeinschaftspraxis in Berlin.
Als Autor publiziert er vornehmlich zu Karl May (1842–1912), dem immer noch auflagenstärksten deutschen Schriftsteller. 1999 erregte er mit seiner These Aufsehen, dass Karl May in seiner frühen Jugend nicht an Blindheit erkrankt war.

## Veröffentlichungen
- Lya de Putti: ein vergessenes Leben. Karolinger Verlag: Wien 1991.
- Cypern – Orient und Okzident: ein Lesebuch. Matthes & Seitz: München 1997.
- Autor in fabula: Karl Mays Psychopathologie und die Bedeutung der Medizin in seinem Orientzyklus. Hansa Verlag: Husum 2001.
- Karl Mays 'Im Lande des Mahdi. mit Alfred Biedermann, Eckehard Koch und Helmut Lieblang. Igel Verlag: Hamburg 2003.
- Karl May in Berlin: eine Spurensuche. Herausgeber, Verlag der Nation: Berlin 2007.
- Karl May: Imaginäre Reisen. mit Sabine Beneke, Druckverl. Kettler: Bönen 2007.
- Auf brüchigem Eis: Frederick A. Cook und die Eroberung des Nordpols. Matthes & Seitz Berlin: Berlin 2009.
- Ein träumender Leichnam. B. Traven im Dschungel der Psychopathie. Verbrecher Verlag: Berlin 2011.
- Der Mahdi. Der Gottesstaat im Sudan 1881–1898. Osburg Verlag: Hamburg 2025.